# Maurice Tanguay
Pour les articles homonymes, voir Tanguay.
Maurice Tanguay (né le 20 septembre 1933 à Saint-Philémon et mort le 25 février 2021 à Lévis) est un homme d'affaires, dirigeant sportif et philanthrope canadien.

## Biographie
Maurice Tanguay est né à Saint-Philémon dans le comté de Bellechasse, au Québec. Son père Roméo était garagiste et possédait une compagnie d’autobus. Il étudie au Collège de Lévis, où il joue au hockey sur glace et dont il sort en 1954. Il inaugure alors une première entreprise à Montmagny, une concession automobile Dodge-DeSoto associée à une station-service Shell. Il vend ce commerce en 1960 pour ouvrir l'année suivante un magasin de meubles à Lévis, qu'il nomme Ameublement Tanguay. Il innove en étant un des premiers à offrir des facilités de crédit à ses clients ; ceux-ci pouvaient ne payer que six mois après l'achat. En parallèle, il acquiert une laiterie qu'il remet sur les rails financièrement et revend en 1965.
Dès cette époque Maurice Tanguay s'intéresse au sport. Il fonde en 1957 un club junior de hockey à Montmagny, puis plus tard crée d'autres équipes de hockey et de baseball dans la région de Québec.
Son entreprise Ameublements Tanguay a prospéré et est devenue une force dominante dans le marché de l'ameublement dans l'Est du Québec. Les ventes de la première année d'exploitation s'élevaient à 65 000 dollars, alors qu'en 2015 elles totalisaient 300 millions. En 1987 l'entreprise a été vendue au Groupe BMTC dont elle forme une filiale,.
En 1991, il met sur pied la Fondation Maurice-Tanguay qui vise à aider les enfants handicapés, malades ou défavorisés de l'Est du Québec. En date de 2011, cette fondation avait distribué près de 12 millions de dollars.
En 1995, Maurice Tanguay prend la tête d'un groupe d'investisseurs incluant son fils Jacques et acquiert la franchise des Lynx de Saint-Jean de la Ligue de hockey junior majeur du Québec pour la déménager à Rimouski où elle devient l'Océanic de Rimouski. Il administre l'Océanic jusqu'en 2016, moment où il passe la main à son petit-fils Alexandre Tanguay

## Honneurs

### Individuels
- 1995 - Membre de l'Académie des grands Québécois[10].
- 2000 - Administrateur de l'année de la Ligue canadienne de hockey[11].
- 2002 - Membre de l'Ordre du Canada[12].
- 2002 - Médaille du jubilé d'or de la reine Élisabeth II[13].
- 2002 - Médaille de l'Assemblée nationale[14].
- 2008 - Doctorat en sciences de l'administration honoris causa de l'Université Laval[4].
- 2009 - Doctorat honorifique en administration des affaires de l'Université du Québec à Rimouski[15].
- 2010 - Intronisé au Temple de la renommée de la Ligue de hockey junior majeur du Québec à titre de bâtisseur[11].
- 2012 - Médaille du jubilé de diamant de la reine Élisabeth II[16].
- 2012 - Officier de l'Ordre national du Québec[8].
- 2016 - Intronisé au Panthéon des sports du Québec dans la catégorie « Bâtisseur »[1].
- 2017 - Citoyen d'honneur de la ville de Lévis[17].
- 2018 - Membre Bâtisseur émérite de la Fondation Hôtel-Dieu de Lévis et dénomination de l'Unité mère-enfant Maurice Tanguay[18].